# Skopje (stacja kolejowa)
Skopje (mac. Транспортен центар Скопје) – stacja kolejowa w Skopju, w Macedonii Północnej. Jest największą stacją kolejową w kraju. Posiada 6 peronów.